# 1365 Henyey
1365 Henyey è un asteroide della fascia principale. Scoperto nel 1928, presenta un'orbita caratterizzata da un semiasse maggiore pari a 2,2490672 au e da un'eccentricità di 0,1225152, inclinata di 5,07584° rispetto all'eclittica.
L'asteroide è dedicato all'astronomo statunitense Louis G. Henyey.